# فانتزی تاریخی
فانتزی تاریخی (انگلیسی: Historical fantasy) یک گونه از فانتزی و سبکی از داستان‌های تاریخی است که شامل روایت عناصر فوق‌العاده (مانند سحر و جادو) است.

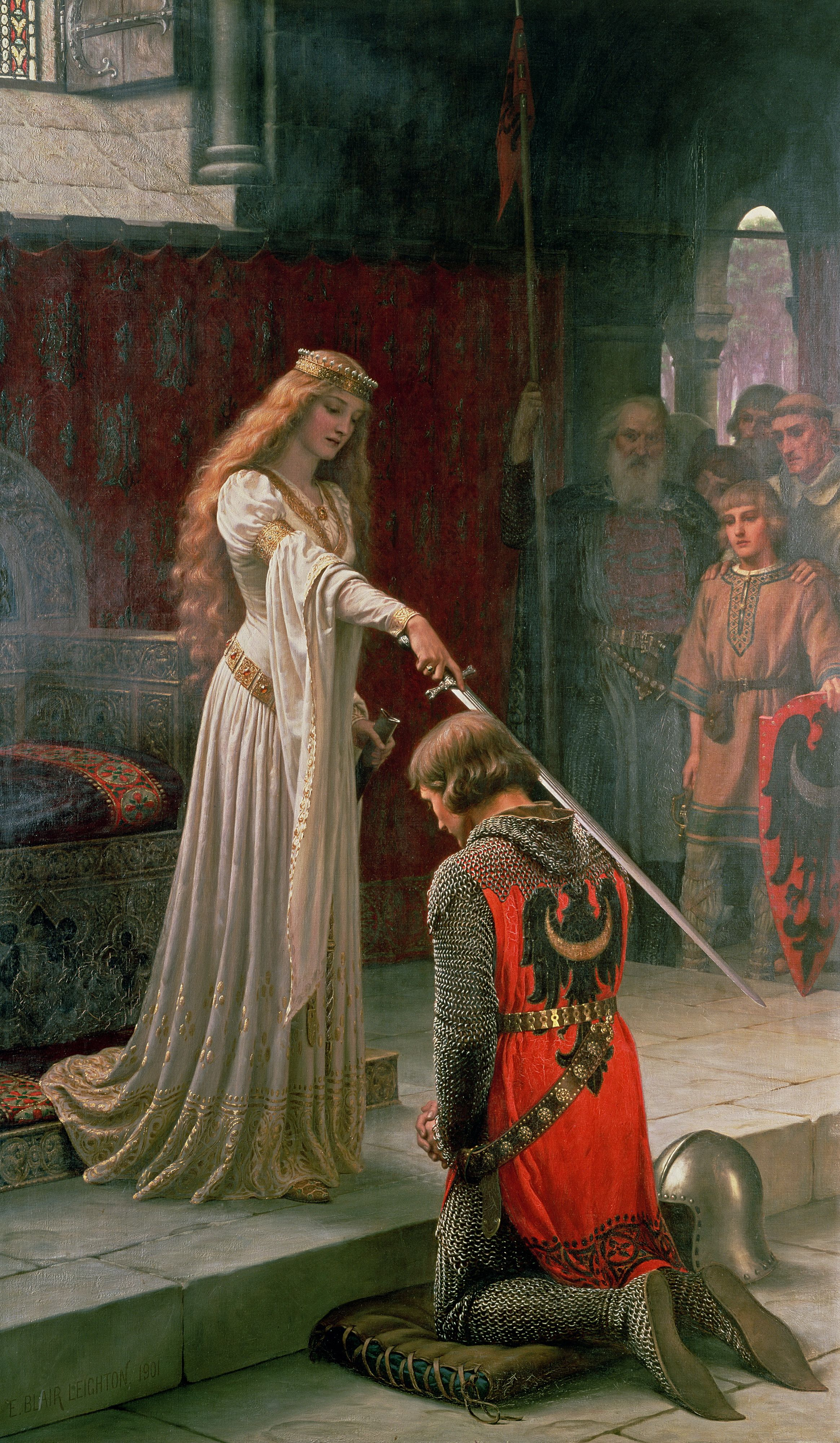